# Torreblascopedro
Torreblascopedro is een gemeente in de Spaanse provincie Jaén in de regio Andalusië met een oppervlakte van 61 km². In 2001 telde Torreblascopedro 2976 inwoners.